# Pholidobolus macbrydei
Pholidobolus macbrydei là một loài thằn lằn trong họ Gymnophthalmidae. Loài này được Montanucci mô tả khoa học đầu tiên năm 1973.